# LaQuan Nairn
LaQuan Nairn (Nassau, 31 luglio 1996) è un lunghista e triplista bahamense, medaglia d'oro nel salto in lungo ai Giochi del Commonwealth 2022.

## Record nazionali
Seniores
- Salto in lungo indoor: 8,18 m ( Fayetteville, 18 febbraio 2022)

## Progressione

### Salto in lungo
| Stagione | Misura | Luogo           | Data      | Rank. Mond. |
| -------- | ------ | --------------- | --------- | ----------- |
| 2023     | 8,11 m | Losanna         | 30-6-2023 |             |
| 2022     | 8,22 m | Walnut          | 16-4-2022 |             |
| 2021     | 8,04 m | College Station | 14-5-2021 |             |
| 2019     | 7,63 m | Fayetteville    | 10-5-2019 |             |
| 2018     | 7,55 m | Fayetteville    | 27-4-2018 |             |
| 2017     | 7,83 m | Austin          | 1-4-2017  |             |
| 2015     | 7,61 m | Coral Gables    | 11-4-2015 |             |
| 2014     | 7,55 m | Morelia         | 5-7-2014  |             |
| 2013     | 7,40 m | Nassau          | 31-3-2013 |             |
| 2012     | 6,89 m | San Salvador    | 29-6-2012 |             |

### Salto in lungo indoor
| Stagione | Misura | Luogo           | Data      | Rank. Mond. |
| -------- | ------ | --------------- | --------- | ----------- |
| 2021/22  | 8,18 m | Fayetteville    | 18-2-2022 |             |
| 2020/21  | 8,16 m | Fayetteville    | 7-2-2021  |             |
| 2019/20  | 8,02 m | College Station | 28-2-2020 |             |
| 2018/19  | 7,67 m | Fayetteville    | 22-2-2019 |             |
| 2017/18  | 7,87 m | Fayetteville    | 26-1-2018 |             |
| 2016/17  | 7,80 m | Fayetteville    | 10-2-2017 |             |

## Palmarès
| Anno | Manifestazione          | Sede         | Evento         | Risultato      | Prestazione | Note                          |
| ---- | ----------------------- | ------------ | -------------- | -------------- | ----------- | ----------------------------- |
| 2012 | CAC U18                 | San Salvador | Salto in lungo | Argento        | 6,89 m      | Miglior prestazione personale |
| 2012 | CAC U18                 | San Salvador | Salto in alto  | 4º             | 1,90 m      | =                             |
| 2013 | Mondiali U18            | Donec'k      | Salto in alto  | 5º             | 2,16 m      | Miglior prestazione personale |
| 2013 | Mondiali U18            | Donec'k      | Salto in lungo | 13º (q)        | 7,33 m      |                               |
| 2014 | CAC U20                 | Morelia      | Salto in lungo | Oro            | 7,55 m      | Miglior prestazione personale |
| 2014 | Mondiali U20            | Eugene       | Salto in lungo | 13º (q)        | 7,29 m      |                               |
| 2015 | Panamericani U20        | Edmonton     | Salto in lungo | Argento        | 7,65 m      |                               |
| 2015 | Panamericani U20        | Edmonton     | Salto in alto  | 7º             | 2,10 m      |                               |
| 2022 | Mondiali                | Eugene       | Salto in lungo | 18º (q)        | 7,80 m      |                               |
| 2022 | Giochi del Commonwealth | Birmingham   | Salto in lungo | Oro            | 8,08 m      |                               |
| 2022 | Campionati NACAC        | Freeport     | Salto in lungo | 4º             | 7,75 m      |                               |
| 2023 | Mondiali                | Budapest     | Salto in lungo | Qualificazione | nm          |                               |
| 2024 | Mondiali indoor         | Glasgow      | Salto in lungo | 15º            | 7,59 m      |                               |

## Campionati nazionali
- 3 volte campione nazionale bahamense del salto in lungo (2021, 2022, 2023)

2014
- Bronzo ai campionati bahamensi (Nassau), Salto in lungo - 7,49 m

2015
- Bronzo ai campionati bahamensi (Nassau), Salto in lungo - 7,35 m

2021
- Oro ai campionati bahamensi (Nassau), Salto in lungo - 7,96 m

2022
- Oro ai campionati bahamensi (Nassau), Salto in lungo - 7,83 m

2023
- Oro ai campionati bahamensi (Nassau), Salto in lungo - 7,46 m

## Altre competizioni internazionali
2012
- Bronzo ai CARIFTA Games U17 ( Hamilton), salto in alto - 1,90 m
- Bronzo ai CARIFTA Games U17 ( Hamilton), salto in lungo - 6,66 m

2013
- Argento ai CARIFTA Games U20 ( Nassau), salto in alto - 2,11 m
- Oro ai CARIFTA Games U20 ( Nassau), salto in lungo - 7,40 m

2014
- Bronzo ai CARIFTA Games U20 (/ Fort-de-France), salto in alto - 2,00 m
- 5º ai CARIFTA Games U20 (/ Fort-de-France), salto in lungo - 7,13 m

2015
- Argento ai CARIFTA Games U20 ( Basseterre), salto in alto - 2,14 m
- 4º ai CARIFTA Games U20 ( Basseterre), salto in lungo- 7,34 m
- 5º ai CARIFTA Games U20 ( Basseterre), salto triplo - 15,14 m

2022
- 10º ai Bislett Games ( Oslo), Salto in lungo - 7,42 m

2023
- Oro all'Athletissima ( Losanna), Salto in lungo - 8,11 m